# ザ・コレクト・ユース・オブ・ソープ
『ザ・コレクト・ユース・オブ・ソープ』(The Correct Use of Soap)はイギリスのポストパンクバンド、マガジンの3rdアルバム。1980年5月発売。

## 概要
「The Correct Use of Soap（石鹸の正しい使い方）」というタイトルはシングル「アンダー・ザ・フロアボーズ」のB面曲「トゥエンティー・イヤーズ・アゴー」の歌詞の一節"Twenty years ago I used your soap"をヒントに採られた。アルバムの広告には棒状の石鹸を暖炉にくべる様子など、石鹸の変わった使用法が示されていた。「アンダー・ザ・フロアボーズ」はモリッシーやシンプル・マインズにカバーされ、マガジンの中でも有名な曲の一つである。アルバムはカナダでは『An Alternative Use of Soap』のタイトルで曲目を変更されてリリースされた。
アルバムのプロデュースはジョイ・ディヴィジョンの作品で名を揚げたマーティン・ハネットが担当した。前作『セカンドハンド・デイライト』に比して、パンクへの回帰と見られる性急なリズムやメロディアスな楽曲、スライ&ザ・ファミリー・ストーンのカバー曲「サンキュー」に代表される黒人音楽からの影響を取り入れた。全英28位を記録。同年のアルバムリリース後のツアー中にジョン・マッギオークがスージー・アンド・ザ・バンシーズに加入するためにバンドを脱退し、本作が最後の参加アルバムとなった。

## 収録曲
特筆ない限りバリー・アダムソン/ハワード・ディヴォート/ジョン・ドイル/デイヴ・フォーミュラ/ジョン・マッギオークによる作詞作曲

### A面
1. ビコーズ・ユーアー・フライトゥンド "Because You're Frightened" - 3:54
2. モデル・ワーカー "Model Worker" - 2:51
3. アイム・ア・パーティ "I'm a Party" - 3:01
4. ユー・ネヴァー・ニュー・ミー "You Never Knew Me" - 5:23
5. フィラデルフィア "Philadelphia" - 3:54

### B面
1. アイ・ウォント・トゥ・バーン・アゲイン "I Want to Burn Again" - 5:16
2. サンキュー "Thank You (Falettinme Be Mice Elf Agin)" (Sylvester Stewart) - 3:48
3. スウィートハート・コントラクト "Sweetheart Contract" - 3:18
4. スタック "Stuck" - 4:04
5. アンダー・ザ・フロアボーズ "A Song from Under the Floorboards" - 4:07

### 2007年リマスター版ボーナス・トラック
1. トゥエンティー・イヤーズ・アゴー "Twenty Years Ago" - 3:03
2. ザ・ブック "The Book" - 2:22
3. アップサイド・ダウン "Upside Down" - 3:47
4. ザ・ライト・ポアーズ・アウト・オブ・ミー （ヴァージョン） "The Light Pours Out of Me (Version)" (Devoto/McGeoch/Shelly) - 3:28

## 参加ミュージシャン
- ハワード・ディヴォート - ボーカル
- ジョン・マッギオーク - ギター、コーラス
- バリー・アダムソン - ベースギター、コーラス
- デイヴ・フォーミュラ - キーボード
- ジョン・ドイル - ドラムス、パーカッション